# Хуан Баутіста Хіль
Хуан Баутіста Хіль (ісп. Juan Bautista Gill García; 28 жовтня 1840 — 12 квітня 1877) — парагвайський політик і державний діяч, президент Парагваю.

## Життєпис
Народився у 1840 у Асунсьоні; його батьками були Хуан Андрес Хіль і Есколастика Гарсія дель Баррио-і-Бедоя.
У 1854 вирушив для отримання освіти у Аргентину, де в Буенос-Айресі навчався на лікаря, але не завершив освіти і у 1863 повернувся до Парагваю. Після оголошення війни Аргентині вступив у армію, де завдяки своїм пізнанням у медицині став воєнним лікарем. Приблизно наприкінці 1868 потрапив у полон.

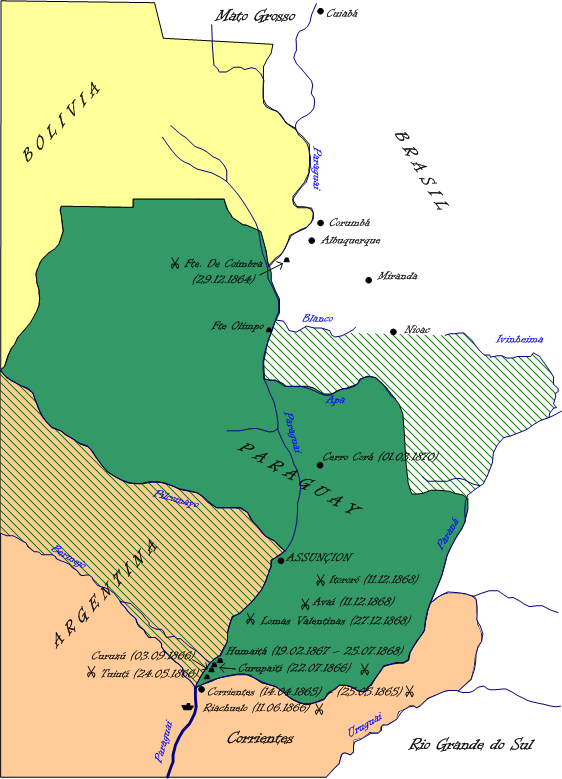
Зміна кордонів Парагваю після Парагвайської війни

У 1869, після взяття Асунсьйона бразильськими військами, був разом з багатьма іншими військовополоненими відпущений на волю, давши чесне слово більше не брати участі у бойових діях. Взяв участь у формуванні нових органів влади у країні. Був президентом Сенату, обіймав пост міністра фінансів.
У 1871 був звинувачений у нецільовому використанні коштів, і зміщений зі свого посту, однак у відповідь президент Ріварола розпустив Конгрес, і Хіль знову став міністром фінансів.
У 1874 став президентом країни і зробив свого двоюрідного брата Іхініо Уріарте віце-президентом. Колишній президент Факундо Мачаїн став міністром зовнішніх справ і провів складні перемовини з Аргентиною, що закінчилися у 1876 підписанням договору про мир і кордони (договори з Бразилією і Уругваєм були підписані ще за президента Ховельяноса), за яким Парагвай хоча і втратив частину земель, але зберіг важливий район Чако. Під час президентства Хіля були введені паперові гроші і значно підняті податки, прийнятий аргентинський Цивільний кодекс.
У 1875, щоб стабілізувати економічну ситуацію, була введена п'ятирічна державна монополія на тютюн, а відтак — трирічні державні монополії на мило і сіль.
В уряду Хіля було багато ворогів всередині країни, що іноді призводило до відкритих повстань, але ці виступи придушувались. Тим не менш, одна зі змов виявилася успішною, і 12 квітня 1877, коли президент Хіль у супроводженні двох офіцерів йшов вулицею у центрі столиці, був застрілений серед білого дня.